# Михаил Чаков
 Тази статия е за гумендженеца, съратник на Гоце Делчев и петрички, серски и велешки войвода на ВМОРО.  За екшисуеца, лерински деец на ВМОРО вижте Михаил Чеков.  
Михаил Чаков, наречен Анджелията, е български военен и революционер, войвода на Вътрешната македоно-одринска революционна организация.

## Биография
Михаил Чаков е роден на 16 март 1873 година в градчето Гумендже, тогава в Османската империя, днес Гумениса, Гърция. Завършва VI клас на Солунската българска гимназия и става учител в Тумба. През 1897 година е привлечен във Вътрешната македоно-одринска революционна организация от Даме Груев и Пере Тошев. Става четник при Михаил Апостолов - Попето, като обикалят Воденско и Ениджевардарско, след което става самостоятелен войвода.
През лятото на 1900 година, четата му е съставена от 5-6 души и обикаля района на Поройско, южно от Петрич. На 18 август преминава и през селата Горни и Долни Порой. Сред четниците са Алексо Поройлията и Сотир Джумалийчето от Горна Джумая.
Той е районен и околийски войвода в Петричко (1901 - 1902), Драмско и Сярско (1903 - 1904). Никъде в документи или спомени не се споменава през месец май 1903 година Михаил Чаков да участва в сражението при село Баница, Сярско, в което загива Гоце Делчев, но той описва трагичната случка в спомените си като очевидец. По време на Илинденско-Преображенското въстание в Пирин на 30 август 1903 година четата на Михаил Чаков, заедно с четите на Яне Сандански, капитан Юрдан Стоянов и Стоян Мълчанков с общо 160 души водят голямо сражение с 600 души турска войска при оброчището „Света Троица“, Мелнишко. Турците са отблъснати с много жертви, докато от въстаниците загиват само трима души. Участва с четата си в нападението над турския гарнизон в село Обидим, заедно с Иван Апостолов, Стоян Мълчанков и Никола Груйчин на 13 и 14 септември и в последвалия бой в Харамибунар на 16 септември.
| Чета на Михаил Чаков, 11 април 1905 година | Чета на Михаил Чаков, 11 април 1905 година | Чета на Михаил Чаков, 11 април 1905 година | Чета на Михаил Чаков, 11 април 1905 година | Чета на Михаил Чаков, 11 април 1905 година |
| Номер                                      | Име                                        | Селище                                     | Околия                                     | Забележка                                  |
| ------------------------------------------ | ------------------------------------------ | ------------------------------------------ | ------------------------------------------ | ------------------------------------------ |
| 1.                                         | Михаил Чаков                               | Гумендже                                   | Ениджевардарска                            |                                            |
| 2.                                         | Славе Стефанов                             | Стара Загора                               | Старозагорска                              |                                            |
| 3.                                         | Йордан Ненов                               | Скопие                                     | Скопска                                    |                                            |
| 4.                                         | Георги Константинов                        | Косача                                     | Радомирска                                 |                                            |
| 5.                                         | Димитър Стойчев                            | Златица                                    | Пирдопска                                  |                                            |
| 6.                                         | Григор Динев                               | Калища                                     | Радомирска                                 |                                            |
| 7.                                         | Георги Иванов                              | Ракиновци                                  | Радомирска                                 |                                            |
| 8.                                         | Коста Георгиев                             | Враца                                      | Врачанска                                  |                                            |
| 9.                                         | Кръстьо Лазаров                            | Коню                                       | Кумановска                                 |                                            |
| 10.                                        | Дельо Калъчев                              | Богданци                                   | Гевгелийска                                |                                            |
| 11.                                        | Димитър Грозданов                          | Прилеп                                     | Прилепска                                  | [ 5 ]                                      |

| Чета на Михаил Чаков, 27 май 1907 година | Чета на Михаил Чаков, 27 май 1907 година | Чета на Михаил Чаков, 27 май 1907 година | Чета на Михаил Чаков, 27 май 1907 година | Чета на Михаил Чаков, 27 май 1907 година |
| Номер                                    | Име                                      | Селище                                   | Околия                                   | Забележка                                |
| ---------------------------------------- | ---------------------------------------- | ---------------------------------------- | ---------------------------------------- | ---------------------------------------- |
| 1.                                       | Михаил Чаков                             |                                          |                                          |                                          |
| 2.                                       | Темелко Наумов                           | Степенци                                 | Велешка                                  |                                          |
| 3.                                       | Кольо Костов                             | Самоков                                  |                                          |                                          |
| 4.                                       | Неофит Трайков                           | Дупница                                  |                                          |                                          |
| 5.                                       | Димитър х. Димитров                      | Брезно                                   | Тетовска                                 |                                          |
| 6.                                       | Милан Петров                             | Прилеп                                   |                                          |                                          |
| 7.                                       | Атанас Савчев                            | Черешево                                 | Русенска                                 |                                          |
| 8.                                       | Христо Петров                            | Тушин                                    | Гевгелийска                              |                                          |
| 9.                                       | Милан Кръстев                            | София                                    |                                          |                                          |
| 10.                                      | Димитър Цанев                            | Слаковци                                 | Радомирска                               |                                          |
| 11.                                      | Захари Тодоров                           | Рахово                                   |                                          |                                          |
| 12.                                      | Ст. Иванчев                              | Станьовци                                | Трънска                                  |                                          |
| 13.                                      | Тодор Трайков                            | Велес                                    |                                          |                                          |
| 14.                                      | Тодор Велев                              |                                          |                                          |                                          |
| 15.                                      | Мане Трайков                             | Скопие                                   |                                          |                                          |
| 16.                                      | Ангел Ябалчев                            | Дулица                                   | Кочанска                                 |                                          |
| 17.                                      | Крум Апостолов Попов                     | Сопица                                   | Радомирска                               |                                          |
| 18.                                      | Никола Китанов                           | Черешево                                 | Скопско                                  |                                          |
| 19.                                      | Илия Ив. Шекеров                         | Ямбол                                    |                                          |                                          |
| 20.                                      | Найдо Велев                              |                                          |                                          |                                          |
| 21.                                      | Иван Маноилов                            |                                          |                                          |                                          |
| 22.                                      | Милан Иванов                             | Куманово                                 |                                          |                                          |
| 23.                                      | Найдо Арсов                              | Папрадище                                | Велешка                                  |                                          |
| 24.                                      | Лазар Зарков                             | Ваташа                                   | Тиквешка                                 |                                          |
| 25.                                      | Никола Булгуров                          | Чирпан                                   |                                          |                                          |
| 26.                                      | Ив. Вангелов                             |                                          |                                          |                                          |
| 27.                                      | Пано Филипов                             | Ораов дол                                | Велешка                                  |                                          |
| 28.                                      | Наум Щерьов                              | Балчик                                   |                                          |                                          |
| 29.                                      | Михаил Д. Бояджиев                       | Разград                                  |                                          |                                          |
| 30.                                      | Петко Койчев                             | Пирдоп                                   |                                          |                                          |
| 31.                                      | Стоян Йотов                              | Пенкьовци                                | Трънска                                  |                                          |
| 32.                                      | Иван Никифоров                           | София                                    |                                          |                                          |
| 33.                                      | Милан Андонов                            | Г. Дупаячани                             | Прилепска                                |                                          |
| 34.                                      | Андрей Иванов                            | Велес                                    |                                          |                                          |
| 35.                                      | Тошо Стефанов                            | Бразда                                   | Скопска                                  |                                          |
| 36.                                      | Симеон Иванов                            | Кюстендил                                |                                          |                                          |
| 37.                                      | Никола Пенев                             | Чирпан                                   |                                          |                                          |
| 38.                                      | Димитър Георгиев                         |                                          |                                          | [ 6 ]                                    |

След потушаването на въстанието Михаил Чаков е войвода в Кумановско (1905), отново в Сярско (1906) и Велешко (1907 – 1908). На 23 април 1906 година Михаил Чаков заедно с Атанас Спасов и Никола Пантушев се връщат в Баница и изравят костите на Гоце Делчев, като ги оставят скрити под светия престол на църквата. Четите на Михаил Чаков, Тане Николов, Иван Наумов, Христо Цветков, Петър Ацев, Мирчо Найдов, Христо Попов и местните войводи Секула Ораовдолски и Велко Попадийски взима участие в битката на Ножот през юли 1907 година.
След Младотурската революция в 1908 година се легализира и се установява в родния си Гумендже. На 10 юни 1909 година е арестуван в Гумендже и затворен в Солун.
През 1912 година Чаков взима участие в Балканската война като войвода на чета № 11 на Македоно-одринското опълчение. Заедно с Андон Кьосето, Йонко Вапцаров, Георги Занков, Лазар Колчагов, Таско Кочерински, Лазар Топалов, Стефан Чавдаров, Пейо Яворов и други събират сборна чета, която се ръководи от Христо Чернопеев. Заедно с 12-а рота от 27-и Чепински полк четата атакува Мехомия. Освобождават още Банско, Драма, Неврокоп и Кавала, като превземат града, без да се даде и един изстрел.
Чаков участва в Първата световна война като старши подофицер 9-а погранична дружина от 85-и полк, тогава негов четник е сетнешният воденски войвода Йордан Лазаров. Уволнен е от служба поради болест и заминава за Ксанти, където съдейства за издаването на пътен лист на Дядо Никола Мутафчиев, който прибира костите на Гоце Делчев от Баница и ги мести в Ксанти, а след Първата световна война в Пловдив. До 1923 година съхранява костите в сандъче в дома си, а после по молба на Тодор Александров ги излагат 10 дни за поклонение в църквата „Света Неделя“.
В следвоенния период дейно участва в Илинденската организация.
Михаил Чаков почива на 17 септември 1938 година. Погребан е в София.